# Nesztoriosz
Nesztoriosz (ógörögül: Νεστόριος, latinul: Nestorius), (kb. 381/386 – 451) szír szerzetes, 428-tól 431-ig konstantinápolyi pátriárka. Az Asszír keleti egyház Szent Nesztorioszként tartja számon.

## Élete

### Kinevezése pátriárkává
Születési ideje nem ismert pontosan, iskoláit Antiokhiában végezte, a Szent Euprepiusz kolostorban folytatta tanulmányait. Kitűnő szónoki képességeivel és erős hangjával kiemelkedett szerzetes társai közül. Amikor Sziszinniusz pátriárka 427 végén meghalt, II. Theodosziusz császár Nesztorioszt nevezte ki helyére, 428. április 10-én szentelték pátriárkává.
Nesztoriosz új tisztségében legelőször lecsapott a korábban már eretnekké nyilvánított manicheus, ennomianus, valentinianus és monatista szektákra. Hamarosan azonban ő is az eretnekség vádja alá került. Máriát Krisztusszülőnek nevezte, és nem Istenszülőnek. Szerinte Máriát csak az ember-Krisztus szülőanyjának lehet tartani, nem pedig Isten szülőanyjának.
Konstantinápolyban sokakat fel is háborított Nesztoriosz kijelentése, de nem lépett fel ellene senki, mert Nesztoriosz ellentmondást nem tűrően elfojtott minden zúgolódást. Egyre több incidensre került sor Konstantinápolyban. A teológiai vitát egy külső fél, Kürillosz (Cirill), alexandriai egyházfő segítségével lehetett elkezdeni, aki a konstantinápolyi pátriárka kivonatolt beszédeit elküldte Celesztin pápához. Ezen kívül a császári udvar tisztviselőit meggyőzte, hogy álljanak az ő pártjára, és ítéljék el Nesztorioszt.
430-ban maga Nesztoriosz két levelet küldött a pápának, amelyekben kifejtette nézeteit. De Celesztin pápa nem neki, hanem Kürillosznak adott igazat, Nesztoriosz leveleit pedig istenkáromlásnak minősítette, s kiközösítette Nesztorioszt.

### Az epheszoszi zsinat
A kérdés tisztázására egyetemes zsinatot hívtak össze (Epheszoszi zsinat – 431).
Kürillosz hevesen támadta Nesztorioszt, beszédébe bele akarta zavarni, hogy minél előbb bebizonyosodjon az, hogy ellenfele téves nézeteket vall. Nesztoriosz úgy próbált véget vetni a vitának, hogy azt mondta: "Mondjátok hát Istenszülőnek Máriát, és legyen már vége a féltékenykedésnek." Nesztoriosz az ellene felhozott további vádakra nem reagált, csupán annyit válaszolt: "Én nem nevezném Istennek a két-három hónapos csecsemőt! Ezért én tiszta vagyok a ti véretektől. Mostantól fogva nem megyek többé hozzátok." – ezután elvonult a hozzá csatlakozott püspökökkel.
A zsinat végül úgy határozott, hogy Nesztoriosz erősen káromolja az Isten Fiát és ezért megfosztották tisztségétől. A döntéssel egyedül az antiokhiai pátriárka, János nem értett egyet, ezért a zsinat őt is megfosztotta rangjától. Végül 433-ban Alexandriai Cirill és Antiochiai János között mégis megállapodás jött létre.
Nesztorioszt korábbi kolostorába, Szent Eupriuszba száműzték, Epheszoszban pedig új hitvallást fogadtak el Krisztus természetére vonatkozóan.

### Későbbi évei
Nesztoriosz hívei, akik már Epheszoszban is tömegesen megjelentek, figyelmen kívül hagyták a zsinati végzést és Nesztoriosszal az élen továbbra is terjesztették tanaikat, és főként Szíriából új híveket szereztek maguknak. 
Tanai további terjesztésének megakadályozására Nesztorioszt 436 körül az egyiptomi Kharga-oázisba száműzték. Ott is halt meg 451-ben.

## Művei
Nesztoriosz műveiből csak töredékek maradtak fenn: 
- az F. Loos által összegyűjtött művek között – részben töredékek módon – 15 levél és 30 szentbeszéd található. Ebből dogmatikailag fontos az I. Celesztin pápához írott 3 levele, illetve egy levele Alexandriai Kürilloszhoz;[4]
- álnév alatt kiadott, és nem teljes bizonyossággal azonosítható a saját nézeteit igazoló Heraklidesz értekezését (lat. Liber Heraclidis) csak 1910-ben találták meg szír nyelvű fordításban. E műben Nesztoriosz támadja Kürilloszt, Dioszkorosz alexandriai püspököt és a manicheusokat;[4]
- Nesztorioszonak egyéb töredékei kerültek elő szír fordításban Szeverosz antiochiai pátriárka (465–538) ugyancsak a 20. században megtalált írásaiban;[4]
- bizonyosan nem Nesztoriosz műve, hanem valamelyik tanítványáé a neve alatt fennmaradt 12 darab úgynevezett ellenanathéma (ellenkiátkozás).[4]